# Who's Boss?
Who's Boss? è un cortometraggio muto del 1914. Il nome del regista non viene riportato. Tra gli interpreti, anche Oliver Hardy.

## Produzione
Il film fu prodotto dalla Lubin Manufacturing Company.

## Distribuzione
Distribuito dalla General Film Company, il film - un cortometraggio di 120 metri - uscì nelle sale cinematografiche USA il 27 giugno 1914. Nelle proiezioni, veniva programmato con il sistema dello split reel, accorpato in un'unica bobina con un altro cortometraggio prodotto dalla  Lubin, la commedia His Sudden Recovery.